# سنگال در المپیک تابستانی ۲۰۲۴
کاروان المپیکی سنگال، یکی از کاروان‌های شرکت‌کننده در بازی‌های المپیک تابستانی ۲۰۲۴ بود. این دوره از بازی‌ها از ۲۶ ژوئیه تا ۱۱ اوت ۲۰۲۴ (۵ تا ۲۱ امرداد ۱۴۰۳ خورشیدی) به میزبانی پاریس، پایتخت فرانسه برگزار شد. این حضور، شانزدهمین حضور پیاپی این کاروان در المپیک بود ولی مدالی برای سنگال به‌دست نیامد.

## شرکت‌کنندگان
ورزشکاران این کاروان در رشته‌های زیر به رقابت پرداختند.
| ورزش         | مردان | زنان | مجموع |
| ------------ | ----- | ---- | ----- |
| دو و میدانی  | ۲     | ۱    | ۳     |
| قایقرانی     | ۱     | ۱    | ۲     |
| شمشیربازی    | ۰     | ۱    | ۱     |
| جودو         | ۱     | ۰    | ۱     |
| شنا          | ۱     | ۱    | ۲     |
| تنیس روی میز | ۱     | ۰    | ۱     |
| تکواندو      | ۱     | ۰    | ۱     |
| مجموع        | ۷     | ۴    | ۱۱    |